# A Bad Dream
A Bad Dream è un singolo del gruppo musicale britannico Keane, pubblicato il 22 gennaio 2007 come quinto estratto dal secondo album in studio Under the Iron Sea.

## Descrizione
Composta da Tim Rice-Oxley e da Tom Chaplin e registrata agli Heliosentric Studios di Rye (Regno Unito) e al The Magic Shop di New York (New York), il testo trae parzialmente ispirazione dalla poesia Un aviatore irlandese prevede la sua morte di William Butler Yeats.

## Video musicale
Il video è stato realizzato il 22 novembre 2006 ed è uscito un mese dopo.

## Apparizioni nei media
La canzone fa parte della colonna sonora della quarta stagione del telefilm The O.C. (compare nell'episodio I vendicatori). Il brano compare anche nella sit-com Scrubs nell'episodio "Il mio lungo addio" della sesta serie, e nell'episodio "Una vita in pericolo" della terza stagione di Kyle XY.

## Tracce
Testi e musiche di Tim Rice-Oxley, Tom Chaplin e Richard Hughes, eccetto dove indicato.
CD promozionale (Europa)
1. A Bad Dream – 4:09

CD singolo (Europa), 7" (Regno Unito), download digitale
1. A Bad Dream – 5:05
2. She Sells Sanctuary – 4:36 (Ian Robert Astbury, William Henry Duffy) – originariamente interpretata dai The Cure

CD singolo (Regno Unito)
1. A Bad Dream – 5:05
2. She Sells Sanctuary – 4:36 (Ian Robert Astbury, William Henry Duffy) – originariamente interpretata dai The Cure
3. A Bad Dream (Luna-C Hardcore Remix) – 5:39
4. A Bad Dream (Live in Berlin) (Video) – 5:03

Chiavetta USB
1. A Bad Dream – 4:10
2. A Bad Dream (Video) – 4:10
3. Enjoy the Silence – 2:58 (Martin Lee Gore) – originariamente interpretata dai Depeche Mode
4. A Bad Dream (Luna-C Bangin' Remix) – 5:41

## Classifiche
| Classifica (2007) | Posizione massima |
| ----------------- | ----------------- |
| Paesi Bassi       | 77                |
| Regno Unito       | 23                |